# Cryptus himalayensis
Cryptus himalayensis är en stekelart som först beskrevs av Jonathan 2000.  Cryptus himalayensis ingår i släktet Cryptus och familjen brokparasitsteklar. Inga underarter finns listade i Catalogue of Life.